# Éric Moussambani
Eric Moussambani (nascut el 31 de maig de 1978) és un nedador olímpic de Guinea Equatorial.

## Biografia
Moussambani, va guanyar fama mundial en els Jocs Olímpics d'Estiu 2000 a Sydney, quan va nedar la prova de 100 metres lliures en 112,72 segons, més del doble que els seus competidors més ràpids i fins i tot superior al rècord mundial de 200 metres.
Moussambani va aconseguir participar en els Jocs Olímpics sense arribar als temps mínims requerits gràcies a un sistema dissenyat per a permetre la participació d'esportistes de països en vies de desenvolupament. En les eliminatòries va competir amb altres dos nedadors, admesos en els Jocs pel mateix sistema, que van ser desqualificats per falsa sortida, pel que Moussambani va nedar sol.
A la final, mentre que el guanyador Pieter van den Hoogenband va aconseguir el rècord del món amb 47,84 segons, Moussambani va emprar més del doble de temps mentre era aclamat pel públic assistent. Després declararia: Els últims quinze metres han estat molt difícils. En els dies i mesos posteriors, Moussambani es va convertir en un heroi popular convidat a programes de televisió i altres esdeveniments.
Abans d'arribar als Jocs Olímpics, Moussambani mai havia vist una piscina olímpica de 50 metres. Havia començat a practicar natació només vuit mesos abans en una piscina de 22 metres, donada la falta d'infraestructures esportives en el seu país.
Moussambani no va poder participar en els Jocs Olímpics d'Estiu 2004, a Atenes a pesar d'haver baixat la seva marca personal per sota dels 60 segons, a causa d'un problema amb el visat.